# Transcendentna funkcija
Pod pojmom transcendentna funkcija Jung nije podrazumijevao ništa tajanstveno, nadčulno ili metafizičko, već psihološku funkciju usporedivu s istoimenom matematičkom funkcijom transcendentnih odnosno iracionalnih brojeva. Psihološka transcendentna funkcija proizlazi iz sinteze svjesnih i nesvjesnih sadržaja. U psiho-terapijskom smislu ona čini srž Jungove sintetičke, odnosno konstruktivne metode, unutar koje pacijent pomoću vlastitih napora participira u svom ozdravljenju. Životni rascjep koji je stvoren unutarnjom borbom između teze i antiteze, uništava se sintezom. Transcendentna funkcija nije osnovna funkcija, već kompleksna, iz drugih psihičkih funkcija sastavljena funkcija s kojom je omogućen prelazak iz jednog stava u drugi. 